# Janusz Kaczmarski (muzyk)
Janusz Kaczmarski – polski gitarzysta big beatowy, basista. Współzałożyciel zespołu Skaldowie.

## Życiorys
Urodził się i wychował w Krakowie. W początkach 1965 roku wraz z bratem Zygmuntem Kaczmarskim (gitara), Feliksem Naglickim (gitara basowa) i Jerzym Fasińskim (perkusja), założył zespół Skaldowie. Pierwsze próby odbywały się w mieszkaniu rodziny Kaczmarskich, które mieściło się na trzecim piętrze przy ul. Józefa Sarego w Krakowie. Jesienią 1965 roku do grupy dołączył Andrzej Zieliński (kompozytor większości nowego repertuaru), a nieco później Jacek Zieliński (twórca nazwy zespołu). Po pewnym muzycy Skaldów nawiązali kontakt z kierownikiem muzycznym Radia Kraków, Andrzejem Jaroszewskim, który później został ich kierownikiem artystycznym i który zaproponował, żeby próby zespołu odbywały się w studiu nagraniowym rozgłośni (można było je również nagrywać). Od tego momentu rozpoczął się rozwój kariery Skaldów, któremu towarzyszyły pierwsze sukcesy. Muzyk tryumfował wraz z zespołem podczas Krakowskich Giełd Piosenki oraz na IV Krajowym Festiwalu Piosenki Polskiej w Opolu i na Wiosennym Festiwalu Muzyki Nastolatków. Ponadto zarejestrował większość nagrań na debiutancką płytę grupy pt. Skaldowie z 1967 roku, a także jej pierwsze nagrania radiowe oraz wystąpił w filmach Cierpkie głogi i Mocne uderzenie (w 1966 roku ukazała się także EP-ka pt. Piosenki z filmu „Mocne uderzenie” – Muza, N 0462). Na początku 1967 roku na tle tarć spowodowanych odmiennymi koncepcjami artystycznymi, wraz z bratem Zygmuntem opuścił zespół. W latach 1967–1968 grał w grupie Szwagry, a następnie podjął współpracę z Estradą Krakowską i z Tadeuszem Woźniakiem (zagrał na basie na jego longplayu pt. Zegarmistrz światła z 1972). Pod koniec lat 70. wyemigrował do Stanów Zjednoczonych.